# Stéphane Pighetti de Rivasso
Stéphane Pighetti de Rivasso, né le 7 juillet 1904 à Boghar (Algérie française) et mort le 10 mai 1978 à Saint-Cloud (Hauts-de-Seine, France), est un militant français, par la suite engagé dans le développement de Chamonix.

## Biographie

### Famille
Fils de Raoul Pighetti de Rivasso, Adolphe Antoine Gaston Marie Stéphane Théobald Pighetti de Rivasso se marie le 19 mai 1928 avec Gisèle Deroche de Longchamp à Lyon, avec qui il a trois enfants. 

### Militantisme
Camelot du roi (17e section) et membre de l’Action française. Le 17 octobre 1921, il est arrêté pour avoir lancé dans la salle du Palais-Royal des tracts injurieux à l’encontre d'Aristide Briand, alors président du Conseil. 
Il quitte l’Action française en 1924 pour adhérer aux Jeunesses patriotes. Il est jusqu’en 1928 l’un des trois membres dirigeants des Phalanges universitaires, aux côtés de Jean Capiello et de Roger de Saivre. Les divergences entre l’Action française et les Phalanges, et plus spécifiquement entre Charles Maurras et Pierre Taittinger, poussent Pighetti de Rivasso à la démission,, Pighetti critiquant l’insuffisance de son anti-parlementarisme,. 
Il se bat en duel à l’épée le 28 juillet 1925 avec l’amiral prince Troubetzkoy.  

### Seconde Guerre mondiale
Capitaine de réserve, il est incorporé lors de la déclaration de guerre de 1939 et se bat vaillamment, ce qui lui vaut d’être cité à l’ordre de l’armée le 21 janvier 1940 pour une action de reconnaissance lors de la première bataille de Normandie,. 

### Chamonix
La famille Pighetti, propriétaire d’un chalet à Chamonix, joua un rôle important dans le développement de la station. Elle est membre fondateur de l’association des amis du vieux Chamonix mais surtout Stéphane Pighetti de Rivasso est nommé président de la CFFM (Compagnie française des chemins de fer de montagne) de Chamonix pendant la période des travaux du téléphérique du pic du Midi. 
En effet, dès 1945, il apparaît que le matériel du téléphérique des Glaciers se fait vieux mais surtout que son départ est assez loin du centre de Chamonix. C’est ce qui a décidé Stéphane Pighetti de Rivasso, alors qu’il n’est encore que directeur du téléphérique, de créer un nouvel accès à la gare des Glaciers partant de Chamonix via le Plan de l'Aiguille (2310 m), tout en poursuivant les travaux entre la gare des Glaciers et le col du Midi. L’accès au col du Midi est cependant considéré comme trop dangereux. D’où un nouveau projet qu’approuve Stéphane Pighetti de Rivasso d’une liaison directe « Plan de l’Aiguille - Aiguille du Midi », confié à l’entrepreneur italien Dino Lora Totino.